# جرج هریسون
سِر جرج هریسون (انگلیسی: Sir George Harrison؛ ۲۵ فوریه ۱۹۴۳ – ۲۹ نوامبر ۲۰۰۱) موسیقیدان، ترانه‌سرا تهیه‌کننده انگلیسی و عضو گروه بیتلز بود که بیشتر محبوبیت جهانی خود را در مقام گیتاریست اصلی گروه راک بیتلز در دهه شصت میلادی کسب کرد. او در اواخر دهه شصت میلادی به فرهنگ اصیل هندی علاقمند شد و بعدها با بهره‌گیری از ترکیب بندی‌های هندی در موسیقی خود جایگاه ویژه به عنوان یک موسیقیدان کسب کرد. وی همچنین به "بیتل آرام (خجالتی)" نیز معروف بود.
با اینکه اکثر ترانه در گروه بیتلز توسط جان لنون و پل مک کارتنی نوشته و ضبط می‌شد، هریسون به تدریج جایگاه ویژه‌ای به عنوان ترانه‌نویس و خواننده در بیتلز کسب کرد. از برترین ترانه‌های او در گروه می‌توان به "خورشید می‌آید"، "وقتی گیتارم به آرامی می‌گرید"، "با تو، بدون تو" و "مامور مالیات" اشاره کرد.
او سال‌ها بعد، زمانی که حرفه موسیقی را خود را به تنهایی ادامه داد، با هنرمندان بزرگی که همگی از دوستان نزدیک هریسون بودند از جمله باب دیلن، اریک کلپتون، بیلی پرستون و راوی شانکار همکاری کرد و از برخی در سبک خاص موسیقی خود الهام گرفت. او اولین آلبوم انفرادی خود را با نام "همه چیز باید بگذرد" در ۲۷ نوامبر ۱۹۷۰ منتشر کرد که با استقبال بسیاری از طرفداران قدیمی بیتلز روبه‌رو شد و تک آهنگ "My Sweet Lord" مورد تحسین بسیاری از منتقدان قرار گرفت. هریسون در ادامه حرفه خود آلبوم‌های موفق دیگری نظیز "زندگی در دنیای مادی (۱۹۷۳)"، "اسب تاریک(۱۹۷۴)"، " یک جایی در انگلیس(۱۹۸۱)" و "حال خوب (۱۹۸۷)" را نیز منتشر کرد.
هریسون در اواخر دهه ۸۰ میلادی سوپر گروه Traveling Wilburys را تشکیل داد. او در دوران حرفه ای خودش در سال ۱۹۸۸ و یکبار دیگر پس از مرگش در سال ۲۰۰۴، به تالار مشاهیر راک اند رول معرفی شد.
اولین ازدواج هریسون با مدل انگلیسی پتی بوید در سال ۱۹۶۶ صورت گرفت و سرانجام در سال ۱۹۷۷ به طلاق منجر شد. ازدواج دوم و آخر او با اولیویا هریسون بود که حاصل این ازدواج تک پسری به نام دانی هریسون بود. دانی سال‌های بعد از مرگ پدرش با همکاری دوستان قدیمی هریسون کمک به زنده نگه داشتن رسالت پدرش کرد که از جمله این اقدامات می‌توان به نمایش کنسرتی برای جورج که در سال ۲۰۰۲ با رهبری اریک کلپتون به اجرا درآمد اشاره کرد.
او در اواخر عمر خود از سرطان ریه رنج می‌برد و سرانجام در سن ۵۸ سالگی پس از حمله یکی از مهاجمین به خانه‌اش در فرایر پارک، با اصابت ضربات متعدد چاقو مجروح و سرانجام فوت شد. بقایای او سوزانده شد و خاکستر وی طبق سنت هندو در مراسمی خصوصی در رودخانه‌های گنگ و یامونا در هند پراکنده شد. دارایی خالص جرج هرسیون زمان مرگش حدود ۴۰۰ میلیون دلار تخمین زده شد.
مجله رولینگ استون در سال ۲۰۲۴ او را بین ۱۰۰ گیتاریست برتر تاریخ، در رتبه ۳۱ قرار داد.

## سالهای اولیه: ۱۹۴۳–۱۹۵۸
هریسون در ۲۵ فوریه ۱۹۴۳ در آرنولد گروو ۱۲ در Wavertree، لیورپول انگلستان در تاریخ ۲۵ فوریه ۱۹۴۳ به دنیا آمد. او دارای دو برادر و یک خواهر بود که همگی از هریسون بزرگ‌تر هستند. پدر او راننده اتوبوس بود و مادرش در مغازه‌ای فروشنده بود. طبق گفته همسر سابق هریسون، مادرش از او حمایت می‌کرد و او به زودی متوجه شد که موسیقی تنها چیزی است که او را خوشحال می‌کند. مادر وی زمانی که او را حامله بوده، هر پنجشنبه موسیقی‌های اصیل و عرفانی هندی را از رادیو پخش می‌کرد تا برای فرزندش آرامش را به ارمغان آورد.
طبق گفته خود هریسون، یکی از اولین الهامات وی به موسیقی زمانی بوده که هنگام دوچرخه سواری ترانه "Heartbreak Hotel" از الویس پرسلی را شنید. او همچنین می‌گوید:"در دوران مدرسه اکثرا صندلی‌های پشتی را انتخاب می‌کردم و مشغول کشیدن شکل گیتار روی کتاب‌هایم بودم. تا اینکه ماردم روزی گیتاری به قیمت ۳ پوند را برایم خرید و من شیفته آن شدم".
هریسون در همان سال‌ها پل مک کارتنی را که در مؤسسه لیورپول مشغول تحصیل بود، در اتوبوس ملاقات می‌کند و به سبب علاقه شدید هردو به موسیقی دوستان یکدیگر می‌شوند.

## در بیتلز: ۱۹۵۸–۱۹۷۰
در سال ۱۹۵۸ میلادی، مک کارتنی به همراه دوستش جان لنون گروهی به نام کواریمن (بعدها بیتلز) را تشکیل داد و از از لنون خواست تا هریسون را به عنوان نوازنده در گروه بپذیرد، اما لنون ادعا داشت که هریسون برای اینکار زیادی جوان است و یک پسر ۱۵ ساله نمی‌تواند در گروه باشد. سپس هریسون در جلسه‌ای کوچکی بالای اتوبوس لیورپول، با اجرای سولوی گیتار قطعه "Raunchy" لنون را تحت تأثیر قرار داد. او شروع به معاشرت کرد و فقط در صورت لزوم قطعه‌های گیتار را اجرا می‌کرد. با وجود مخالفت پدر و خواستار ادامه تحصیل او، هریسون در سن ۱۶ سالگی ترک تحصیل کرد و مدتی به عنوان شاگرد برق‌کار در یک مغازه محلی کار کرد. او در اولین تور گروه در اسکاتلند نام مستعار "کارل هریسون" را با الهام از کارل پرکینز برای خود انتخاب کرد.
در سال ۱۹۶۰، آلن ویلیامز اجراهایی در کلوب‌های شبانه هامبورگ که متعلق به Bruno Koschmider بود را برای گروه ترتیب داد که بعد از مدتی هریسون به دلیل سن کم اخراج شد. در سال ۱۹۶۱ هنگامی که برایان اپستاین مدیریت گروه را بر عهده گرفت، دست به اصلاح تصویر عمومی گروه زد و بعداً قراردادی از شرکت EMI برای آنها منعقد کرد.

### شروع محبوبیت
اولین تک آهنگ این گروه، " Love Me Do "، در جدول Record Retailer به رتبه ۱۷ رسید و در اوایل سال ۱۹۶۳، اولین آلبوم آنها، Please Please Me که مصادف با معروفیت و محبوبیت جهانی بیتلز بود منتشر شد. "بیتل آرام" اسم مستعار هریسون در بیتلز بود، این نام زمانی به وجود آمد که بیتلز در اوایل سال ۱۹۶۴ وارد ایالات متحده شد و هریسون به گلودرد استرپتوکوکی و تب بیمار بود و از نظر پزشکی به او توصیه شد تا حد امکان صحبت کردن را محدود کند، در این هنگام با دعوت شدن بیتلز به برنامه اد سالیوان، مردم متوجه ماهیت کم حرف و بی حال هریسون شدند. هریسون آهنگ Don't Bother Me را زمانی که در تخت بیمار بود نوشت و تکمیل کرد. او همچنین در آلبوم‌های بعدی بیتلز، با هدایت هم‌گروهی‌هایش به سمت موسیقی فولک راک توانست آهنگ‌های بیشتری برای گروه بنویسد. در آلبوم هفت تیر(۱۹۶۶)، هریسون سه آهنگ "Taxman", "Love You to" و "I Want To Tell You" را نوشت که شامل سبک‌های مختلف و مخلوطی از راک و موسیقی هندی بودند.

### سفر معنوی بیتلز به هند و پایان اجراهای زنده
بیتلز به دلیل حواشی‌های زیادی که در اجراهای زنده خود داشت، مخالفان زیادی را نیز جذب کرد به طوری که پس از مصاحبه ای با جان لنون که در آن بیتلز را معروف‌تر از مسیح تلقی کرد، تمامی اعضای گروه توسط مردمان مذهبی زیر سؤال رفتند و تهدید به ترور شدند. سرانجام در پایان سال ۱۹۶۶ بیتلز با سفری به منظور مراقبه‌های معنوی به هندوستان رفت و تا پایان کار خود از اجرای زنده خودداری کرد. در طول این جلسات ستاره‌هایی همچون میک جگر نیز حضور داشتند ولی اشتیاق هریسون به این رسوم بیشتر از بقیه بود و بقیه اعضا جلسات را به مرور ترک کردند.
علایق هریسون به تدریج از بیتلز دور شد و در آلبوم گروهبان فلفلی(۱۹۶۷) آهنگ "Within You Without You" را با الهام از موسیقی هندی نوشت. او این آهنگ را که هیچ‌یک از هم‌گروهی‌هایش در آن نقش نداشتند، توسط سازهای هندی مانند سیتار و تامبورا نواخت. او بعداً در مورد این آلبوم نظر داد: "این یک نقطه عطف در صنعت موسیقی بود… تقریباً نیمی از آهنگ‌ها را دوست دارم و نیمی دیگر را نمی‌توانم تحمل کنم."
در ژانویه ۱۹۶۸، او با استفاده از گروهی از نوازندگان محلی که سازهای سنتی هند را می‌نواختند، آهنگ اصلی خود " The Inner Light " را در استودیوی EMI در بمبئی ضبط کرد، متن این ترانه که از نقل قولی از تائو ته چینگ گرفته شده است، منعکس کننده علاقه عمیق هریسون به هندوئیسم و مراقبه است. در طول ضبط در همان سال، تنش‌ها در گروه بالا رفت و رینگو استار نوازدنده درامز گروه برای مدت کوتاهی از کار کنار کشید و برای تعطیلات راهی سفر شد. مشارکت هریسون در ترانه‌سرایی و آهنگ‌سازی آلبوم سفید به اوج خود رسید. ترانه "Piggies" توسط هریسون و با الهام از کتاب قلعه حیوانات جرج اورول نوشته شد و ۲۵ سال بعد در تور ژاپن برای اولین بار توسط خودش اجرا شد. هریسون در همان آلبوم ترانه "While My Guitar Gently Weeps" را با همکاری اریک کلپتون نوشت و منتشر کرد، این ترانه در بخش ۵۰۰ آهنگ برتر جهان در تمام دوران‌ها در رتبهٔ ۱۳۶ قرار گرفت. در سال ۲۰۱۲ مجله دنیای گیتار این آهنگ را برترین اثر جرج هریسون نامید.

### ترک گروه و رکوردهای بیتلز
تنش دوباره بین گروه در ژانویه ۱۹۶۹ در استودیو توئیکنهام در طی تمرینات فیلمبرداری شده که به مستند 1970 Let It Be تبدیل شد ظاهر شد. هریسون نارضایتی خود را که با عنوان نگرش سلطه جویانه مک کارتنی و لنون تلقی می‌کرد، ناامید شده بود. او در ۱۰ ژانویه گروه را ترک کرد و ۱۲ روز بعد، پس از اینکه هم گروهانش موافقت کردند که حداقل پروژه فیلم را به استودیوی اپل منتقل کنند، به گروه بازگشت. سرانجام در پی ضبط آخرین آلبوم گروه یعنی جاده ابی(۱۹۶۹) روابط بین گروه صمیمانه‌تر اما همچنان سرد بود. با این وجود هریسون کنترل خلاقانه تری نسبت به قبل داشت در این آلبوم داشت. او پیشنهادهایی را برای تغییر در موسیقی خود ارائه داد که منجر به انتشار دوتا از برترین ترانه‌های بیتلز در طول تاریخ شد. ترانه‌های "چیزی" و "خورشید می‌آید" با تحسین بسیاز منتقدان روبه‌رو شد، در دهه ۱۹۷۰ فرانک سیناترا "چیزی" را دوباره ضبط کرد و بعداً آن را "بزرگترین آهنگ عاشقانه پنجاه سال گذشته" نامید. همچنین ترانه "اینجا خورشید می‌آید" به عنوان پر استریم‌ترین ترانه بیتلز در رسانه‌های موسیقی معرفی شده.
آخرین جلسه ضبط هریسون با گروه بیتلز در ۴ ژانویه ۱۹۷۰ بود، زمانی که او، مک کارتنی و استار برای آلبوم موسیقی متنی به همین نام، تک آهنگ " Let It Be " را ضبط کردند.

## حرفه انفرادی: ۱۹۶۸–۲۰۰۱

### کارهای انفرادی اولیه: ۱۹۶۸–۱۹۶۹
قبل از جدایی بیتلز، هریسون دو آلبوم انفرادی را ضبط و منتشر کرده بود: Wonderwall Music و Electronic Sound که هر دو عمدتاً شامل آهنگ‌های ساز محور هستند. Wonderwall Music، موسیقی متن فیلم Wonderwall محصول ۱۹۶۸ که سازهای هندی و غربی را در هم می‌آمیزد، در حالی که Electronic Sound یک آلبوم تجربی است. Wonderwall Music که در نوامبر ۱۹۶۸ منتشر شد، اولین آلبوم انفرادی گروه بیتل بود که توسط Apple Records منتشر شد. موسیقیدانان هندی آشیش خان و شیوکومار شارما در این آلبوم که چندین ماه قبل از " انقلاب ۹ " لنون ضبط شده بود، اجرا کردند. این دو آلبوم موفقیت تجاری خاصی را برای هریسون رقم نزدند.

### همه چیز باید بگذرد و کنسرت برای بنگلادش: ۱۹۷۰–۱۹۷۱
برای سال‌ها، هریسون در ترانه‌سرایی آلبوم‌های بیتلز محدود بود، اما او همه چیز باید بگذرد که یک آلبوم سه‌گانه بود را در ۲۷ نوامبر ۱۹۷۰ منتشر کرد. تقریباً بسیاری از آهنگ‌های این آلبوم قبلاً و زمانی که هریسون در بیتلز فعالیت داشته نوشته شده بودند، اما هیچ‌گاه فرصت ضبط نداشتند. این آلبوم یک موفقیت تجاری بزرگ بود و حدود ۷ میلیون نسخه از آن به فروش رفت. تک آهنگ‌های "My Sweet Lord" و "What Is Life" فقط دو نمونه از موفق‌ترین آهنگ‌ها بودند. او ترانه‌های "I'd Have You Anytime" و "If Not For You" را همراهی باب دیلن ضبط کرد. بخشی از آلبوم همه چیز باید بگذرد شامل قطعات طولانی موزیکال گیتار الکتریک به همراه دیگر سازها می‌باشد. هریسون درمورد آلبوم گفت: "این فقط چیزی است که واقعاً مانند ادامه من از بیتلز بود. این من بودم که به نوعی از بیتلز خارج شدم و فقط راه خودم را رفتم … این یک موفقیت بسیار خوشحال کننده بود".
پس از استقبال بسیار، هریسون به دنبال علاقمندی‌های مذهبی خود تصمیم به برگزاری یک کنسرت خیریه برای کمک به مردم بنگلادش گرفت. این کنسرت با حضور ستاره‌هایی همچون اریک کلپتون، باب دیلن، رینگو استار، لئون راسل، بیلی پرستون، راوی شانکار همراه بود. هریسون طی اظهارهایی گفت که تمامی مبلغ کنسرت برای خیریه می‌باشد و هیچ‌کس حقی دریافت نمی‌کند. با اینکه فروش بلیط کنسرت در ۱ اوت ۱۹۷۱ چیزی حدود ۲۵۰٬۰۰۰ دلار بود، هریسون طی مصاحبه‌ای در دهه ۹۰ میلادی در مورد تلاش‌های امدادی بنگلادش گفت: "اکنون همه چیز حل شده است و سازمان ملل خود حقوق آن را دارد و فکر می‌کنم حدود ۴۵ میلیون دلار سرمایه گذاری شده است." فروش دی وی دی و سی دی کنسرت ۱۹۷۱ برای بنگلادش همچنان به نفع این هدف است که اکنون به عنوان صندوق جورج هریسون برای سازمان یونیسف شناخته می‌شود.

### زندگی در دنیای مادی: ۱۹۷۳
پس موفقیت‌ها و محبوبیت هریسون، مردم بیشتری مشتاق کارهای بعدی وی بودند. ضبط آلبوم زندگی در دنیای مادی مصادف با نقل مکان هریسون به خانه جدیدش در فرایر پارک بود. آلبوم زندگی در دنیای مادی(۱۹۷۳) به مدت پنج هفته رتبه اول جدول آلبوم‌های بیلبورد را داشت و تک آهنگ آلبوم " Give Me Love (Give Me Peace on Earth) " نیز در ایالات متحده به رتبه یک رسید. در بریتانیا، LP در رتبه دوم به اوج رسید و تک آهنگ به شماره ۸ رسید. این آلبوم به طرز مجللی تولید و بسته‌بندی شد و پیام غالب آن اعتقادات عرفانی هریسون بود. برخی منتقدین زندگی در دنیای مادی را "حاوی بسیاری از قوی‌ترین آهنگ‌های حرفه ای او" می‌خواندند. استفان هولدن، که در مجله رولینگ استون می‌نویسد ،"این آلبوم بسیار جذاب و عمیقاً اغوا کننده است و به تنهایی به عنوان یک ماده ایمان، در درخشندگی معجزه آسایی ایستاده است."
بسیاری طبع ملایم و آرامش بخش آلبوم را تحت تأثیر اوج ارتباط هریسون با خدا و برنامه‌های مراقبه‌ای او می‌دانند. گفته می‌شود هریسون در طول ضبط آلبوم حتی سیگار را هم ترک کرده بود. وی کاملاً خود را وقف عرفان هندی کرده بود. همچنین گفته می‌شود تقریباً مضمون تمامی آهنگ‌ها در واقع مکاتبه هریسون با خداوند می‌باشد و این عملی کاملاً غیر-مادی است.
طبق گفتهٔ برخی از دوستان وی، فضای استودیو خانگی هریسون طی ضبط این آلبوم، بسیار صلح‌آمیز بود. او گفت: «وقتی در خانهٔ جرج بودیم، مدام نظر می‌دادیم و به نطرات دیگران گوش می‌دادیم. هر کسی ایده خودش را پیاده می‌کرد و با هم گرم و صمیمی بودیم، چیزی که در جلسات Apple اتفاق نمی‌افتاد».
هرسیون هم در نوازندگی و هم در ترانه‌سرایی این آلبوم ابتکار بسیار بالایی را خرج کرد. گفته می‌شود تمامی کارهای مربوط به گیتار در آلبوم، توسط خود هریسون نواخته شده است، از برجسته‌ترین آنها می‌توان به تک نوازی‌های گیتار اسلاید هریسون در ترانه‌های "Living In The Material World" و "Give Me Love" توانایی آواز هریسون در ترانه‌هایی مانند "Who Can See It", "Be Here Now و "That Is All" به وفور دیده می‌شود.

### اسب تاریک و تور آمریکای شمالی: ۱۹۷۴–۱۹۷۵
جرج هریسون آلبوم اسب تاریک(۱۹۷۴) در ۲۰ دسامبر ۱۹۷۴ منتشر کرد، این آلبوم بسیار متفاوت ظاهر شد. هریسون در طی ضبط، اعتیادش به مواد مخدر بیشتر شد، همچنین فعالیت‌های عرفانی وی نیز کم رنگ‌تر شد. هریسون در آن سال دچار التهاب حنجره حاد شد. با وجود این رویدادها، اسب تاریک نیز موفقیت نسبتاً خوبی بود و برخی آن را «بالغ شدن هریسون و تلاش‌هایش برای پیشگامی از مک کارتنی و لنون دانستند.»
در نوامبر ۱۹۷۴، هریسون اولین بیتل سابقی بود که به آمریکای شمالی سفر کرد، او تور ۴۵ برنامه‌ای تاریخی خود را در تحت آلبوم Dark Horse آغاز کرد. نمایش‌ها شامل موسیقی سنتی و معاصر هندی بود که توسط راوی شانکار و دوستانش اجرا می‌شد. علیرغم استقبال خوب مردم در نمایش‌ها، واکنش کلی نسبت به این تور منفی بود. برخی از طرفداران حضور قابل توجه شانکار را ناامید کننده و عجیب دانستند، برخی حوصله بخش‌های سنتی هندی را نداشتند و بسیاری هریسون را برای صدای خش‌دار و ضعیفش نقد می‌کردند. با این وجود سایمون لنگ این تور را «پیشگامانه» و «انقلابی در ارائه موسیقی هند» نامید. در ۱۶ نوامبر ۱۹۷۴، هریسون و چند تن دیگر که در این سفر شرکت داشتند از کاخ سفید دیدن کردند. آنها توسط جک، پسر رئیس‌جمهور جرالد فورد دعوت شده بودند.

### بافت اضافی، ۳۳ و ۱/۳، جرج هریسون: ۱۹۷۵–۱۹۷۹
در سال ۱۹۷۵ هریسون آلبوم بافت اضافی (همه چیز را درباره‌اش بخوان) را منتشر کرد. تک آهنگ "This Guitar(Can't Keep From Crying)" اولین تک آهنگ ناموفق هریسون از زمان همه چیز باید بگذرد بود. هریسون آلبوم را از نظر حال و هوا در دوران ضبط، کمترین رضایت بخشی خود خواند. اگرچه در طول آلبوم با ترانه‌های زیبا و ملایمی مواجه می‌شود ولی او در بسیاری از آهنگ‌ها "تلخی و ناامیدی" را به دوش می‌کشد. دوست قدیمی وی، کلاوس وورمن اظهار داشت: "او برای تولید این اثر اوضاع خوبی نداشت… زمان وحشتناکی بود زیرا فکر می‌کنم مقدار زیادی کوکائین در هنگام ضبط در اطراف وجود داشت … طرز فکر او را دوست نداشتم".
هریسون بعدها در کتابی به نام من مال خودم هستم به قلم خودش، از سال‌های ۱۹۷۳–۱۹۷۴ به عنوان سال‌های شیطانی یاد کرد.
هریسون تا انتهای دهه ۷۰ میلادی، دو آلبوم دیگر با نام‌های ۳۳ و ۱/3(1976) و جرج هریسون(۱۹۷۹) منتشر کرد که به نسبت محبوبیت بیشتری را نسبت به آلبوم قبلی او کسب کردند و تک آهنگ "Crackerbox Palace" از آلبوم ۳۳ و ۱/3(1976) با موفقیت خوبی همراه بود. برخی این آلبوم را احیاء دوباره هریسون در نظر دارند. در آلبوم جرج هریسون(۱۹۷۹)، هریسون تمامی آهنگ‌ها در محیطی آرام، کنار همسر جدیدش اولیویا هریسون در مجمع الجزایر هاوایی نوشت. لنگ آلبوم جورج هریسون را به عنوان "آلبومی سرسبز … صلح آمیز … و هنر مردی که دورانی در رویای راک اند رول زندگی کرده بود و اکنون در حال پذیرفتن آرامش و سعادت خانگی بود" توصیف کرد. هریسون در سال ۱۹۷۶ در برنامه Saturday Night Live دو آهنگ "Here Comes The Sun" و "Homeward Bound" را به همراه پل سایمون اجرا کرد.

### جایی در انگلستان، تراپو رفته، حال خوب: ۱۹۸۱–۱۹۸۷
اولین آلبوم هریسون در دهه ۸۰ میلادی، آلبوم جایی در انگلستان(۱۹۸۱) که یک سال بعد از قتل هم‌گروهی سابقش جان لنون منتشر شد. تک آهنگ "All Those Years Ago" در همین آلبوم نیز برای ادای احترام به لنون می‌باشد که با مشارکت پل مک کارتنی و همسرش لیندا مک کارتنی همراه بود. این آهنگ در نمودارهای ایالات متحده به رتبه دوم رسید. آلبوم بعدی هریسون با نام تراپو رفته(۱۹۸۲)، در تاریخ ۵ نوامبر منتشر شد و برخلاف آلبوم قبلی، مورد توجه منتقدان قرار نگرفت و در کل محبوبیت چندانی میان طرفداران نداشت.
پس از اینکه تراپو رفته(۱۹۸۲) توجه کمی از سوی منتقدان و مردم دریافت کرد، هریسون به مدت پنج سال هیچ آلبوم جدیدی منتشر نکرد، او در این دوره او چندین حضور مهمان داشت، از جمله اجرای ۱۹۸۵ در ادای احترام به کارل پرکینز با عنوان کفش‌های جیر آبی: یک جلسه راکابیلی. در مارس ۱۹۸۶ در فینال کنسرت خیریه ضربان قلب بیرمنگام، رویدادی که برای جمع‌آوری پول برای بیمارستان کودکان بیرمنگام سازماندهی شده بود، یک ظاهر غافلگیرکننده داشت. سال بعد، او در کنسرت The Prince's Trust در ومبلی آرنا لندن ظاهر شد و ترانه‌های "While My Guitar Gently Weeps" و "Here Comes the Sun" را به همره کلپتون و استار اجرا کرد. او در فیلم سوپرایز شانگهای(۱۹۸۶) که محصول شرکت فیلم‌سازی خودش بود به همراه شان پن و مدونا به ایفای نقش پرداخت. ترانه "Shanghai Surprise" بعداً در سال ۲۰۰۴ در نسخه Remastered آلبوم حال خوب(۱۹۸۷)، در ترک لیست قرار گرفت.
در نوامبر ۱۹۸۷، هریسون آلبوم حال خوب(۱۹۸۷) را منتشر کرد. این آلبوم که با جف لین تهیه شده بود که شامل اجرای هریسون به نام " Got My Mind Set on You " بود که در ایالات متحده به رتبه یک و در انگلیستان به رتبه دوم رسید. تک آهنگ دیگری به نام "When Wes Fab" که مروری بر زندگی حرفه ای بیتلز بود، دو بار نامزد جوایز موزیک ویدیو MTV در سال ۱۹۸۸ شد. ضبط آلبوم که در ملک خودش در فریار پارک انجام شد، آلبوم شامل تک‌نوازی‌های بسیار قدرتمند و پرمهارت گیتار الکتریک توسط هریسون می‌باشد. هریسون با نواختن گیتار اسلاید به‌طور برجسته‌ای در آلبوم خودنمایی کرد. تولید آلبوم همراه با چندین همکار قدیمی موسیقی او، از جمله کلاپتون، جیم کلتنر و جیم هورن بود. آلبوم حال خوب(۱۹۸۷) حدود ۱٫۵ میلیون نسخه فروخت و موفق به دریافت گواهی Platinum در ایالات متحده آمریکا شد.

### Traveling Wilburys، کنسرت ژاپن و شست و شوی مغزی: ۱۹۸۸–۲۰۰۲
آلبوم حال خوب(۱۹۸۷) تقریباً آخرین آلبوم انفرادی هریسون می‌باشد. هریسون در اواخر دهه ۸۰ سوپر گروه Traveling Wilburys را همراه با ستاره‌هایی همچون باب دیلن، جف لین، تام پتی، جیم کلتنر و روی اوربیسن تشکیل داد. دو آلبوم Traveling Wilburys Vol. 1 و Traveling Wilburys Vol. 3 از این گروه منتشر شد و به دلیل مرگ روی اوربیسن گروه در سال ۱۹۹۰ به فعالیت خود خاتمه داد.
در سال ۱۹۹۲، یک سال پس از انتشار دومین آلبوم Traveling Wilburys، هریسون توسط دوست نزدیکش اریک کلاپتون متقاعد شد تا با او به ژاپن سفر کند که این سفر منجر به تور زنده هریسون در ژاپن شد. این تجربه برای هریسون لذت‌بخش بود، او لیست مجموعه‌هایش شامل انواع آهنگ‌های دوران بیتلز در کنار کارهای منتخب از حرفه انفرادی‌اش را اجرا کرد. در نهایت این آخرین تور او قبل از مرگش بود، اگرچه او برای تورهای بیشتری برنامه‌ریزی کرده بود.
در ادامه دهه ۹۰ میلادی، هریسون بیشتر مشغول به جمع‌آوری و گلچین آهنگ‌های بیتلز شد. او به مک کارتنی و استار که تنها بیلتزهای در قید حیات بودند تصمیم به انتشار آلبوم Anthology بیتلز شدند که شامل اجراها و آهنگ‌های قدیمی تر بیتلز بود.
در حین دهه ۹۰، هریسون آلبوم‌های متعددی که شامل کالکشن بهترین آهنگ‌های انفرادی خود، اجراهای زنده، مصاحبه‌های رادیویی/تلوزیونی و ضبط‌های هنگام تمرین بود را منتشر کرد.
آخرین آلبوم استودیویی هریسون به نام شست و شوی مغزی(۲۰۰۲) پس از مرگ هریسون توسط پسرش دانی و جف لین منتشر شد. تک آهنگ " Any Road " که در ماه مه ۲۰۰۳ منتشر شد، در جدول تک آهنگ‌های بریتانیا به رتبه ۳۷ رسید. آهنگ "Marwa Blues" در سال ۲۰۰۴ جایزه گرمی را برای بهترین اجرای موسیقی پاپ دریافت کرد، در حالی که "Any Road" نامزد بهترین اجرای موسیقی پاپ مرد شد. این آلبوم شامل ضبط‌های هریسون در طول دهه ۹۰ و اواخر ۸۰ می‌باشد. آخرین آهنگ این آلبوم با نام "Brainwashed" شامل تک نوازی سیتار به همراه اشعار هندی می‌باشد که توسط هریسون خوانده می‌شود و اینکه آخرین آهنگ منتشر شده از او دارای طبع معنوی هندی باشد، نشان دهنده پایبندی او به عرفان هندی و مانترا تا پایان عمر خود می‌باشد.

## تأسیس شرکت فیلم‌سازی
در سال ۱۹۷۸، هریسون و Denis O'Brien شرکت تولید و پخش فیلم HandMade Films را تأسیس کردند. شرکت در اوایل کار با مشکلات مالی بسیاری روبه‌رو بود و اولین پروژه این شرکت، تولید فیلم طنز Monty Python's Life of Brian(1979) بود. هریسون تا حدودی با رهن دادن خانه‌اش، هزینه تولید این فیلم را تأمین کرد، که بعداً این اتفاق را "بیشترین هزینه‌ای که تا به حال برای یک بلیت سینما در تاریخ پرداخت شده است" نامید. با وجود مشکلات نسبتاً زیاد در طول تولید، این فیلم ۲۱ میلیون دلار در باکس آفیس در ایالات متحده فروخت. موفق‌ترین فیلم تولید شده توسط شرکت هریسون Time Bandits(1981) بود، پروژه ای که توسط تری گیلیام و مایکل پالین از مونتی پایتون ساخته شد. این فیلم آهنگ جدیدی از هریسون به نام "Dream Away" را در تیتراژ پایانی خود به نمایش گذاشت. فیلم Time Bandits(1981) تحسین شده‌ترین محصول Handmade Films به حساب می‌آید که با بودجه ۵ میلیون دلاری، در عرض ده هفته پس از اکران، ۳۵ میلیون دلار در ایالات متحده فروخت. هریسون به عنوان تهیه‌کننده برای ۲۳ فیلم در HandMade Films خدمت کرد، او در چندین مورد از فیلم‌ها مانند Shanghai Surprise(1986) با بازی شان پن و مدونا به نقش‌آفرینی پرداخت. در Shanghai Surprise(1986) هریسون نقش یک خواننده کلوپ شبانه را بازی کرد که برای آن پنج آهنگ جدید ضبط کرد. به گفته ایان اینگلیس: "ایفای نقش هریسون در HandMade Films به حفظ سینمای بریتانیا در زمان‌های بحرانی کمک کرد و برخی از خاطره‌انگیزترین فیلم‌های این کشور در دهه ۱۹۸۰ را تولید کرد". به دنبال پدید آمدن بمب‌های باکس آفیس در اواخر دهه ۱۹۸۰ و بدهی بیش از حد Denis O'Brien به شرکت‌های متعدد، وضعیت مالی شرکت متزلزل شد و سرانجام HandMade Films در سال ۱۹۹۱ فعالیت خود را متوقف کرد و سه سال بعد به یک شرکت کانادایی به نام Paragon Entertainment فروخته شد. پس از انحلال شرکت، هریسون از شریک خود Denis O'Brien به دلیل کلاهبرداری و سهل انگاری به مبلغ ۲۵ میلیون دلار شکایت کرد که در سال ۱۹۹۶ حکم ۱۱٫۶ میلیون دلاری این پرونده صادر شد.

## مرگ
در ۳۰ دسامبر ۱۹۹۹، هریسون و همسرش اولیویا در عمارت خود، پارک فریار مورد حمله قرار گرفتند. عامل این جنایت مرد ۳۴ ساله‌ای به نام مایکل آبرام بود که طی اظهاراتش در زندان، در آن زمان از اختلال اسکیزوفرنی پارانوئید رنج می‌برد. او وارد خانه شد و با چاقوی آشپزخانه به هریسون حمله کرد، ریه‌های هریسون را سوراخ کرد و به سرش آسیب رساند، او بارها و بارها با چوب شومینه به او ضربه زد. هریسون بعداً اظهار داشت: "احساس می‌کردم که خسته شده‌ام و می‌توانستم احساس کنم که قدرتی نداشتم. به وضوح یک ضربه چاقو به سینه‌ام را به خاطر می‌آورم، می‌توانستم بازدم ریه سوراخ شده‌ام را بشنوم. دهانم از خون پر شده بود". در لحظات آخر اولیویا هریسون با یک چوب بیسبال سر مهاجم را شکافت و موجب ناتوانی مهاجم شد. پس از حمله، هریسون با بیش از ۴۰ ضربه چاقو در بیمارستان بستری شد. پس از آزادی از یک مؤسسه روان‌پزشکی در سال ۲۰۰۲، آبرام گفت: "اگر می‌توانستم به عقب برگردم، هر کاری می‌کردم که به جرج هریسون حمله نکنم. اکنون فهمیدم که در آن زمان کنترل اعمالم را نداشتم، فقط می‌توانم امیدوار باشم که خانواده هریسون به نحوی در قلب‌شان ابراز پشیمانی من را بپذیرند".
کسانی که در حلقه اجتماعی هریسون بودند، معتقد بودند که این حمله تغییری در او ایجاد کرد و علت بازگشت سرطان او بود. در ژانویه ۱۹۹۸ گزارش شد که او برای یک تومور مغزی در کلینیکی در سوئیس تحت درمان قرار گرفته است. در مستند بیوگرافی جرج هریسون: زندگی در دنیای مادی که در سال ۲۰۱۱ توسط مارتین اسکورسیزی کاگردانی شده‌بود، رینگو استار می‌گوید:"در سوئیس به دیدن او رفتم اما به علت جراحی مغز دخترم، باید دیدار را کوتاه می‌کردم. آنموقع جرج فقط میتونست خوابیده روی زمین دراز بکشد و به یاد دارم که موقع رفتن با طعنه یه من گفت: میخوای باهات بیام؟ و این چیزی بود که جرج را می‌ساخت".
در ۲۹ نوامبر ۲۰۰۱، هریسون در آمریکا درون ملکی متعلق به مک کارتنی، در بورلی هیلز لس‌آنجلس درگذشت. او ۵۸ سال داشت.
پیام نهایی او به جهان، همان‌طور که در بیانیه اولیویا و دانی نقل شد، این بود: "هر چیزی می‌تواند منتظر بماند، اما جستجو برای خدا نمی‌تواند صبر کند. یکدیگر را دوست داشته باشید".

## زندگی شخصی

### اعتقادات
در اواسط دهه ۱۹۶۰، هریسون به یک تحسین کننده فرهنگ و عرفان هندی تبدیل شد و آن را به دیگر گروه‌های بیتلز معرفی کرد. بین پایان آخرین تور بیتلز در سال ۱۹۶۶ و شروع جلسات ضبط آلبوم گروه کلوپ بی‌کسان گروهبان فلفل(۱۹۶۷)، او به همراه همسر اولش، پتی بوید، به هند سفر کرد. او در آنجا سیتار زدن را از راوی شانکار فرا گرفت، با چندین استاد عرفان ملاقات کرد و از اماکن مقدس مختلف بازدید کرد. در سال ۱۹۶۸، او به همراه دیگر اعضای بیتلز به ریشیکش در شمال هند سفر کرد تا جلسات مراقبه را با ماهاریشی ماهش یوگی را شروع کند. هریسون در طی سال‌ها بسیار به عرفان هندی علاقمند شد و این نیز در تولید موسیقی‌هایش تأثیر گذاشت. اولیویا هریسون دربارهٔ او می‌گوید: «جرج همیشه خودش را یک متخصص در مسائل مذهبی و عرفانی می‌دانست… شاید هم درست نبود ولی او این را با تمام وجود می‌خواست».
در مورد دیگر ادیان، او زمانی خاطرنشان کرد: "همه ادیان شاخه‌های یک درخت تنومند هستند". او در مورد عقاید خود چنین اظهار داشت: کریشنا در واقع در یک بدن به عنوان یک شخص بود… چیزی که آن را پیچیده می‌کند این است که اگر او خداست، در حال جنگیدن در میدان جنگ چه می‌کند؟ چند سال طول کشید تا سعی کنم آن را بفهمم، و باز هم این تفسیر معنوی یوگاناندا از باگاواد گیتا بود که باعث شد بفهمم آن چیست. تصور من از کریشنا و آرجونا در میدان جنگ روی ارابه این است که ما در این بدنها هستیم، که مانند نوعی ارابه است، و ما در حال عبور از این تجسم، این زندگی، که نوعی میدان جنگ است، هستیم. حواس بدن … اسب‌هایی هستند که ارابه را می‌کشند و ما باید با کنترل افسارها، کنترل ارابه را بدست آوریم؛ زیرا قبل از اینکه اینکه مسیح یا کریشنا یا بودا یا هر کدام از راهنمایان معنوی خود را بشناسیم… ارابه خود را می‌کوبیم و می‌رویم. تمام شد! و ما در میدان جنگ کشته می‌شویم. به همین دلیل است که و آرجونا در پایان می‌گوید "لطفاً کریشنا، تو ارابه را بران."

### خانواده و علایق
هریسون در ۲۱ ژانویه ۱۹۶۶ با مدل بریتانیایی، پتی بوید ازدواج کرد و مک کارتنی را به عنوان ساقدوش خود انتخاب کرد. هریسون و بوید در سال ۱۹۶۴ در حین تولید فیلم (1964)A Hard's Night، که در آن بوید ۱۹ ساله با نقش یک دختر مدرسه ای انتخاب شده بود، با یکدیگر ملاقات کردند. به گفته خود بوید، هریسون در یک استراحت ناهار، «بازیگوشانه» از او خواستگاری کرد. آنها در سال ۱۹۷۴ از هم جدا شدند و طلاق آنها در سال ۱۹۷۷ نهایی شد. بوید آخرین سال ازدواج آنها را «غرق در الکل و کوکائین» توصیف کرد و اظهار داشت: «جورج بیش از حد از کوکائین استفاده می‌کرد و فکر می‌کنم که این او را تغییر داد … احساسات او را منجمد کرد و قلبش را سخت کرد.» بوید بعداً با اریک کلاپتون، دوست صمیمی هریسون نقل مکان کرد و در سال ۱۹۷۹ ازدواج کردند.
در ۲ سپتامبر ۱۹۷۸، هریسون با اولیویا آریاس، که مدیر بازاریابی A&M Records و بعداً Dark Horse Records بود، ازدواج کرد. این زوج ابتدا از طریق تماس تلفن در حال کار بر روی تجارت شرک، و سپس شخصاً در دفاتر A&M Records در لس آنجلس در سال ۱۹۷۴ ملاقات کردند. آنها با هم صاحب یک پسر به نام دانی شدند که در ۱ اوت ۱۹۷۸ به دنیا آمد.
هریسون عمارت انگلیسی خود را با نام پارک فریار به قیمت ۱٬۲۰۶٬۴۱۴ دلار در ژوئن ۱۹۷۰ خریداری کرد. او این قصر را که یک وکیل انگستانی به نام Frank Crisp در سال ۱۸۸۹ ساخته بود را بازسازی کرد. محوطه حیاط این مکان به عنوان عکس برای جلد آلبوم همه چیز باید بپذرد(۱۹۷۰) گرفته شد. او ده‌ها کارگر را برای نگهداری باغ ۳۶ هکتاری عمارتش استخدام کرد. این قصر شامل جنگل‌ها، رودخانه‌ها، درختان بسیار بلند و چندین غار مخفی در زیر زمین بود که هریسون برای مراقبه از آنها استفاده می‌کرد. خود او نیز به باغبانی علاقه زیادی داشته و در سال‌های آخر عمرش تقریباً هر روز مشغول مرتب کردن باغ‌هایش بوده. او در این باره می‌گوید:" گاهی اوقات احساس می‌کنم در سیاره اشتباهی هستم، ولی وقتی در باغ خود هستم بسیار عالی است، اما لحظه ای که از دروازه بیرون می‌روم با خود می‌گویم:" لعنت! من واقعاً اینجا چه کار می‌کنم؟".
هریسون به اتومبیل‌های اسپورت و مسابقات اتومبیل رانی علاقه شدیدی داشت. همچنین او یکی از ۱۰۰ نفری بود که ماشین اسپورت مک لارن F1 را به قیمت تقریبی ۲۰ میلیون دلار خریداری کرد. او از جوانی عکس‌های رانندگان مسابقه و ماشین‌هایشان را جمع‌آوری می‌کرد. در سال ۱۹۵۵، او در اولین مسابقه خود، جایزه بزرگ بریتانیا شرکت کرد
او ترانه "Faster" را به عنوان ادای احترام به راننده سرشناس فرمول۱، جکی استوارت نوشت و درآمد حاصل از انتشار آن به خیریه سرطانی‌ها اختصاص یافت که در سال ۱۹۷۸ تأسیس شد. یک جمع‌آوری کننده کلکسیون بیتلز، مبلغی بالغ بر ۳۵۰ هزار پوند را به صورت ناشناس برای وسیله نقلیه ای که هریسون در ژانویه ۱۹۶۵ خریده بود، پرداخت کرد.

### روابط با دیگر بیتلزها
در بیشتر دوران حرفه ای بیتلز، روابط در این گروه نزدیک بود. پتی بوید، همسر سابق هریسون توضیح داد که چگونه بیتلز همه به یکدیگر تعلق داشتند" و اعتراف کرد: "جورج با دیگران چیزهای زیادی دارد که من هرگز نمی‌توانم دربارهٔ آنها بدانم. هیچ‌کس، حتی همسرانشان، نمی‌توانند آن را بشکنند یا حتی درک کنند". جان لنون طی مصاحبه‌ای خطاب به هریسون گفت:" زمانی که شروع کردیم او مانند شاگرد من بود". در سال ۱۹۷۴، هریسون در مورد هم گروه سابق خود جان لنون گفت: "جان لنون یک حرفه‌ای است و وظیفه سنگینی دارد، او فوق‌العاده است و من او را دوست دارم. اما در عین حال، او یک حرامزاده است… هاهاها".
هریسون و مک کارتنی جزو اولین نفرهایی بودند که بیتلز را تشکیل دادند، زیرا در یک اتوبوس مدرسه مشترک بودند و اغلب آکوردهای جدید گیتار را با هم یادمی‌گرفتند و تمرین می‌کردند. مک کارتنی گفت که او و هریسون معمولاً در اتاق خواب مشترک بودند. مک کارتنی از هریسون به عنوان «برادر کوچک» خود یاد کرده است. می‌توان گفت که از بین تمامی هم‌گروه‌های بیتلز، هریسون و رینگو استار بهترین رابطه را پس از جدایی داشتند. استار و هریسون تعداد دفعات متعددی را کنار یکدیگر مشغول به ضبط موسیقی برای حرفه‌های انفرادی خود شدند و بارها در اجراهای زنده کنار یکدیگر قرار گرفتند.

## اعمال بشردوستانه
هریسون در طول زندگی خود درگیر فعالیت‌های بشردوستانه و سیاسی زیادی بود. در دهه ۱۹۶۰، بیتلز از جنبش حقوق مدنی حمایت کرد و علیه جنگ ویتنام اعتراض کرد. در اوایل سال ۱۹۷۱، راوی شانکار با هریسون در مورد چگونگی ارائه کمک به مردم بنگلادش پس از طوفان بولا در سال ۱۹۷۰ و جنگ آزادی‌بخش بنگلادش مشورت کرد که سرانجام منجر به کنسرت بزرگ خیریه بنگلادش تبدیل شد که هریسون با سازماندهی کنسرت برای بنگلادش بیش از ۲۴۵٬۰۰۰ دلار جمع‌آوری کرد و حدود ۱۳٫۵ میلیون دلار از طریق انتشار آلبوم و فیلم کنسرت به دست آمد و درآمد کمک‌های هریسون و دوستانش و تمامی مشارکت کنندگان برای بنگلادش، اکنون به ۴۵ میلیون دلار می‌رسد. در ژوئن ۱۹۷۲، یونیسف از هریسون و شانکار، در مراسمی سالانه به منظور قدردانی از تلاش‌های جمع‌آوری کمک‌های مالی آنها برای بنگلادش، با عنوان "Child Is the Father of Man" تقدیر کرد.
از سال ۱۹۸۰، هریسون یکی از حامیان اصلی صلح سبز شد. در سال ۱۹۹۰، او به درخواست همسرش اولیویا به نمایندگی از هزاران یتیم رومانیایی که پس از سقوط کمونیسم در اروپای شرقی توسط دولت رها شده بودند، کمک کرد و با همکاری جمعی از دوستانش مانند کلپتون، استار، التون جان و… آلبومی به نام Nobody's Child: Romanian Angel Appeal(1990) را منتشر کرد و درآمد این آلبوم را وقف یتیمان رومانیایی کرد.

## میراث
در سال ۱۹۶۵، هریسون و بقیه هم‌گروهی‌هایش در بیتلز نشان اعضای نظم امپراتوری بریتانیا (MBE) را از خود ملکه الیزابت در کاخ باکینگهام دریافت کردند. در سال ۱۹۷۱، بیتلز برای فیلم Let It Be جایزه اسکار بهترین آهنگ اصلی را دریافت کرد. در دسامبر ۱۹۹۲، او اولین دریافت کننده جایزه قرن بیلبورد شد، افتخاری که به هنرمندان موسیقی، برای کارهای قابل توجهی که انجام داده‌اند اهدا می‌شود. مجله رولینگ استون او را در فهرست ۱۰۰ گیتاریست برتر تمام دوران در رتبه ۳۱ قرار داد. او همچنین در فهرست ۱۰۰ ترانه‌سرای برتر تمام دوران توسط همین مجله، در رتبه ۶۵ قرار دارد.
در سال ۲۰۰۲، در اولین سالگرد مرگ او، نمایش کنسرتی برای جورج در رویال آلبرت هال برگزار شد. اریک کلاپتون این رویداد را سازماندهی کرد که شامل اجرای بسیاری از دوستان و همکاران موسیقی هریسون از جمله مک کارتنی و استار بود. یک فیلم مستند با عنوان جورج هریسون: زندگی در دنیای مادی به کارگردانی مارتین اسکورسیزی در اکتبر ۲۰۱۱ اکران شد. در سال ۲۰۰۹، اتاق بازرگانی هالیوود در طی ماسم مجللی، به هریسون یک ستاره در مقابل ساختمان کاپیتول رکوردز اعطا کرد. تام هنکس بازیگر مطرح سینمای آمریکا در این مراسم سخنرانی کرد.
سیاره کوچک ۴۱۴۹ هریسون که در سال ۱۹۸۴ کشف شد پس از اسم او نام‌گذاری شد. هریسون پس از مرگ با جایزه یک عمر دستاورد در صنعت موسیقی در فوریه ۲۰۱۵ مفتخر شد.
دارایی خالص جرج هرسیون زمان مرگش حدود ۴۰۰ میلیون دلار تخمین زده شد.

## دیسکوگرافی

### آلبوم‌های استودیویی
- موسیقی دیوار شگفتی (۱۹۶۸)
- صدای الکترونیکی (۱۹۶۹)
- همه چیز باید بگذرد (۱۹۷۰)
- زندگی در دنیای مادی (۱۹۷۳)
- اسب تاریک (۱۹۷۴)
- بافت اضافی (همه چیز را درباره‌اش بخوان) (۱۹۷۵)
- ۳۳ و ۱/3 (1976)
- جرج هریسون (۱۹۷۹)
- جایی در انگلستان (۱۹۸۱)
- تراپو رفته (۱۹۸۲)
- حال خوب (۱۹۸۷)
- شست و شوی مغزی (۲۰۰۲)

### آلبوم‌های زنده
- کنسرتی برای بنگلادش (۱۹۷۱)
- جرج هریسون: زنده در ژاپن (۱۹۹۲)